# Samdrup Jongkhar
Samdrup Jongkhar è una città del Bhutan, capoluogo dell'omonimo dzongkhag (distretto).

## Geografia fisica

### Territorio
La città di Samdrup Jongkhar è situata nella zona sud-orientale del Bhutan a ridosso del confine con lo stato indiano dell'Assam ed è il maggior agglomerato urbano di tutta la parte orientale del paese. Il territorio su cui sorge si eleva tra i 200 e i 3500 metri sul livello del mare.

## Storia
In passato la città ricadeva sotto l'amministrazione di un funzionario (Gyadrung) che risiedeva nella fortezza di Dewangiri a Deothang.
Nel 2003 la città è stata al centro dell'operazione "Flushout", l'offensiva lanciata dall'esercito bhutanese per combattere i membri delle organizzazioni separatiste National Democratic Front of Bodoland (NDFB), United Liberation Front of Assam (ULFA) e Kamtapur Liberation Organisation (KLO), impegnate a vario titolo nella lotta armata per l'indipendenza dell'Assam.

## Monumenti e luoghi d'interesse
La principale costruzione della città è lo dzong cittadino, si tratta di uno dei più recenti costruiti nel paese e a differenza della maggior parte di questi edifici non è costruito su di un'altura strategica. Nelle vicinanze sorge anche il monastero (Dratshang) dove risiedono i monaci che si occupano delle funzioni religiose.

## Cultura
La città è sede della più vecchia sala cinematografica del Bhutan.

## Economia
Un'importante risorsa economica è l'allevamento di bovini pregiati (Bos frontalis chiamati Mithun nella lingua locale) che sorge appena fuori dalla città e rifornisce i sei distretti del dzongdey orientale. Il commercio ricopre un ruolo importante nell'economia cittadina: la vicinanza col confine permette lo scambio delle merci con i venditori indiani provenienti dal vicino stato di Assam.

## Infrastrutture e trasporti
Samdrup Jongkhar è collegata a Trashigang da una strada costruita negli anni sessanta del XX secolo.